# Steinn Steinarr

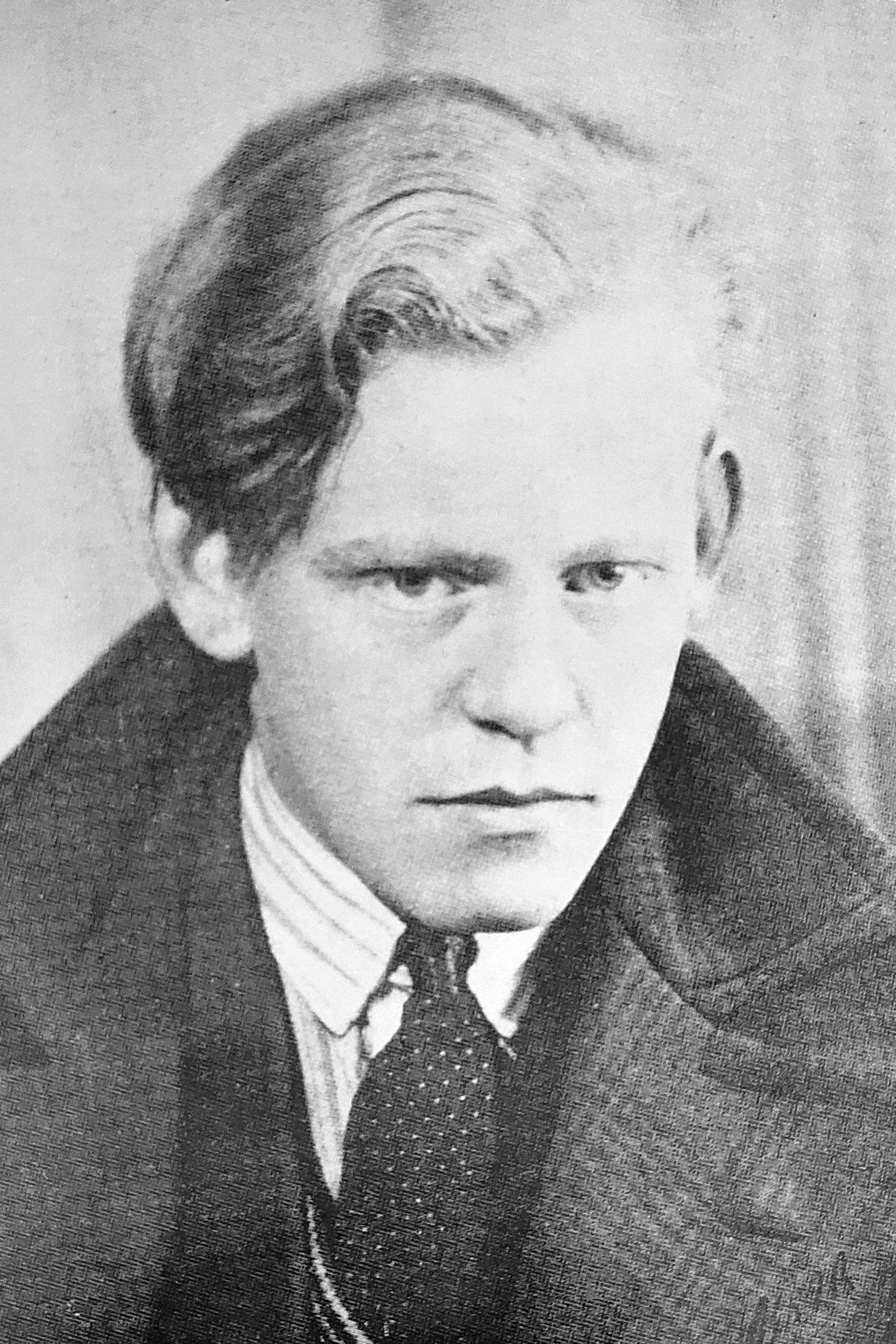
Steinn Steinarr, 1938

Steinn Steinarr (eigentlich Aðalsteinn Kristmundsson; * 13. Oktober 1908 auf dem Hof Laugaland, Strandabyggð (Vestfirðir); † 25. Mai 1958 in Reykjavík) war ein isländischer Lyriker.
Viele Isländer sehen Steinarr als ihren größten Dichter an. Außerhalb seines Heimatlandes ist er dennoch kaum bekannt. Es existieren kaum Übersetzungen seiner Werke.

## Leben und Werk
Der Sohn armer Bauern aus dem Nordwesten Islands kam im Alter von 18 Jahren nach Reykjavík. Er war mittellos und litt an Muskelschwund im linken Arm, hatte jedoch in Stefán Sigurðsson frá Hvítadal einen Mentor, der ihn mit Dichtern und Denkern wie dem späteren Nobelpreisträger Halldór Laxness bekanntmachte. Während der Weltwirtschaftskrise wandte Steinarr sich den Kommunisten zu, wurde jedoch aus der kommunistischen Partei Islands ausgeschlossen.
Bereits in Steinn Steinarrs erstem Gedichtband Rauður loginn brann („Rot brannte die Flamme“) von 1934 finden sich erste Zweifel an der kommunistischen Weltanschauung, der dieser Band noch gewidmet war – sowie an „allem anderen“, wie es Stefán Einarsson in seiner Geschichte der isländischen Literatur ausdrückt. Ab seinem zweiten, schlicht Ljóð („Gedichte“) betitelten Buch herrschen in Steinn Steinarrs Werk pessimistische und nihilistische Stimmungen vor. Nach dem Zweiten Weltkrieg wurde seine Dichtung abstrakter, inspiriert von zeitgenössischer abstrakter Malerei, wovon sein letzter Gedichtzyklus Tíminn og vatnið („Die Zeit und das Wasser“) geprägt ist.
Steinn Steinarr starb 1958 im Alter von nur 49 Jahren und wurde auf dem Friedhof Fossvogsgarður in Reykjavík beigesetzt.
Der bekannte isländische Autor Arnaldur Indriðason nimmt in seinen Büchern mehrfach auf Gedichte von Steinn Steinarr Bezug, so etwa in dem Kriminalroman Frostnacht (2005), dem ein Auszug aus einem Gedicht von Steinn Steinarr als Motto vorangestellt ist.

## Werke
- 1934 – Rauður loginn brann (Deutsch: Rot brannte die Flamme)
- 1937 – Ljóð (Deutsch: Gedichte)
- 1940 – Spor í sandi (Deutsch: Spuren im Sand)
- 1942 – Ferð án fyrirheits (Deutsch: Reise ohne Verheißung)
- 1943 – Tindátarnir  (Deutsch: Die Zinnsoldaten)
- 1948 – Tíminn og vatnið (Deutsch: Die Zeit und das Wasser)
- 2000 – Halla